# 제54회 베를린 국제 영화제
제54회 베를린 국제 영화제는 2004년 2월 5일에 열린 시상식이다.

## 수상 및 후보

### 황금곰상
- 미치고 싶을 때 - 파티 아킨 수상

### 은곰상:심사위원대상
- 잃어버린 포옹 - 다니엘 부르만 수상

### 은곰상:심사위원상
- 멋있어 - 브리짓 힐레니우스 외 1명 수상

### 은곰상:감독상
- 사마리아 - 김기덕 수상

### 은곰상:여자연기자상
- 기품있는 마리아 - 카탈리나 산디노 모레노 수상
- 몬스터 - 샬리즈 세런 수상

### 은곰상:남자연기자상
- 잃어버린 포옹 - 다니엘 헨들러 수상

### 은곰상:예술공헌상
- 새벽 - 비욘 룬게 수상

### 황금곰상:단편영화상
- 담배와 커피 - 크리스티 푸이유 수상

### 황금곰상:명예황금곰상
- 페르난도 E. 솔라나스 수상

### 은곰상:영화음악상
- 첫사랑 - 반다 오시리스 수상

### 은곰상:알프레드 바우어상
- 기품있는 마리아 - 조슈아 마스턴 수상

### 베를린카메라상
- Erika Rabau 수상
- 레지나 지글러 수상
- Willy Sommerfeld 수상
- Rolf Bahr 수상

### 파노라마 단편영화상
- 주차장 어페어 - 타이카 와이티티 수상

### Deutsches Kinderhilfswerk:대상
- 마그니피코 - 마료 J 데로스 리에스 수상

### Deutsches Kinderhilfswerk:단편영화상
- 루치아 - 펠릭스 괴네르트 수상

### Deutsches Kinderhilfswerk상:특별언급
- 어둠 속의 천사들 - 베른트 샬링 수상
- 요시노 이발관 - 오기가미 나오코 수상
- 리틀 대디 - 마이클 W. 호르스텐 수상
- 크래커 백 - 글렌딘 어빈 수상

### 블루 엔젤상
- 새벽 - 비욘 룬게 수상